# Вагнер, Уэнди
Уэ́нди Ва́гнер (англ. Wende Wagner; 6 декабря 1941, Нью-Лондон, Коннектикут, США — 26 февраля 1997, Санта-Моника, Калифорния, США) — американская актриса и фотомодель.

## Биография
Родилась в семье коммандера ВМС США и тренера по плаванию и прыжкам в воду Джона Х. Вагнера и спортсменки-лыжницы Руди Арнольд. Унаследовала экзотическую красоту от своих предков, среди которых были немцы, французы и коренные американцы. В детстве объездила с отцом почти все штаты США, в конечном итоге, осев в Калифорнии на острове Коронадо. Помимо плавания и погружений с аквалангом, также занималась серфингом.
В 1958 году известный режиссёр Билли Уайлдер, снимавший на пляжах Коронадо свою культовую комедию «В джазе только девушки», увидел, как она плавает, и предложил ей кинопробу, но родители воспротивились, потребовав, чтобы она сначала окончила школу. Лишь после этого ей было позволено поехать к Уайлдеру, однако, успешно пройдя кастинг, от роли в его фильме «Квартира» (1960) она отказалась, отправившись в путешествие по миру в качестве фотомодели.
На телевидении дебютировала в 1960 году в роли Фэй в телесериале-вестерне Вирджила Фогеля «Караван повозок». Живя на Багамах, стала дублёром подводных трюков в сериалах «Морская охота» (1960) и «Акванавты» (1961). Дублировала Джоанну Дрю в подводных сценах из фильма «Буря в сентябре» (1960). В декабре того же года появилась в качестве каскадёра-скайдрайвера в программе «What’s My Line».
После развода в 1962 году с первым мужем Кортни Брауном заключила контракт с «20th Century Fox». Снималась в кинофильмах разного плана, научно-фантастических, комедиях, детективах и вестернах. Среди ролей в последних обращают на себя внимание роль индианки Салли в «Рио-Кончос» Гордона Дугласа (1964), ставшей её дебютом в большом кино, и роль Тины в «Ружьях Великолепной Семёрки» Пола Уэндкоса (1969). В 1965 году в Майами снялась в одном из эпизодов популярного телесериала «Флиппер» (Flipper’s Monster), также была занята в телесериале «Лесси». В том же 1965 году появилась в роли подсудимой Аноны Гилберт в эпизоде «Дело о плаще из перьев» телесериала «Перри Мейсон». В 1966—1967 годах снималась в детективном телесериале «Зелёный шершень» в роли секретарши главного героя Ленор Кейси. В 1967 году появилась в роли Рафаэлы Монтемайор в юридической драме Ламонта Джонсона «Договор со смертью».
Являлась близкой подругой актрисы Шэрон Тейт (1943—1969), чей муж Роман Полански снял её в своём фильме «Ребёнок Розмари» (1968) в роли подруги главной героини по имени Тайгер.
Завершив в 1973 году карьеру в кино участием в телевизионном детективе «Приманка», поселилась в Малибу, но в результате пожара потеряла там свой дом и имущество. Сотрудничала с «Историческим обществом Малибу».
Умерла 26 февраля 1997 года в возрасте 55 лет после продолжительной борьбы с раком, в Санта-Монике (штат Калифорния, США). Тело её, согласно завещанию, кремировали, а прах развеяли над Тихим океаном.

## Личная жизнь
В 1960—1963 годах была замужем за актёром Кортни Брауном (1931—2007). В этом браке родила своего первенца — дочь Тиффани Браун (род. 1962).
В 1967—1978 годах была замужем за актёром Джеймсом Митчемом (род. 1941), сыном Роберта Митчема. В этом браке родила своего второго ребёнка — сына (род. 16.04.1969).

## Фильмография
| Год       |   | Русское название           | Оригинальное название         | Роль               |
| --------- | - | -------------------------- | ----------------------------- | ------------------ |
| 1960      | с | Караван повозок            | Wagon Train                   | Фэй                |
| 1960      | с | Морская охота              | Sea Hunt                      | эпизод             |
| 1961      | с | Акванавты                  | The Aquanauts                 | эпизод             |
| 1964      | ф | Рио-Кончос                 | Rio Conchos                   | Салли              |
| 1965      | с | Флиппер                    | Flipper                       | Элла Бейли         |
| 1965      | с | Перри Мейсон               | Perry Mason                   | Анона Гилберт      |
| 1966      | ф | Вне поля зрения            | Out of Sight                  | Скуба              |
| 1966      | ф | Цель — подводная стихия    | Destination Inner Space       | Сандра Веллес      |
| 1966—1967 | с | Зелёный шершень            | The Green Hornet (TV series)  | Ленор Кейси        |
| 1967—1968 | с | Мэнникс                    | Mannix                        | мисс Эллис         |
| 1967      | ф | Договор со смертью         | A Covenant with Death         | Рафаэла Монтемайор |
| 1968      | ф | Ребёнок Розмари            | Rosemary's Baby               | Тайгер             |
| 1968      | с | Лесси                      | Lassie                        | Дайана Стаффорд    |
| 1968      | с | Требуется вор              | It Takes a Thief              | Линда              |
| 1969      | с | Блонди                     | Blondie                       | секретарша Дитерса |
| 1969      | ф | Ружья Великолепной Семёрки | Guns of the Magnificent Seven | Тина               |
| 1972      | с | Новобранцы                 | The Rookies                   | Гэй                |
| 1973      | ф | Приманка                   | The Bait                      | эпизод             |